# 背點短波魚
背點短波魚（学名：Brevibora dorsiocellata）為輻鰭魚綱鯉形目鿕科的其中一個種，被IUCN列為瀕危保育動物，是一個受歡迎的觀賞魚的品種，更被列入由William T. Innes著名的著作《Exotic Aquarium Fishes》中。

## 分布
背点波鱼主要分布於馬來半島及印尼蘇門答臘的酸性泥炭沼澤森林中的溪流。

## 特徵
本魚體細長且側扁，頭短小且尖，口裂向上倾斜，下頷前端稍外突，體色為金綠色向腹部逐漸減弱為白色，眼眶會散發出藍青色金屬光澤，在反射光的條件下，魚有時會從鰓蓋到尾柄末端顯示出一條細小的側帶，背鰭上有一塊明顯的白邊黑斑；其他鰭的顏色較淺。雌魚的體側比雄魚深些，雄魚的鰭上會有一些明顯的顏色，雄魚在繁殖季節尾鰭呈粉紅色或紅色，體長可達3～4公分，具記載的紀錄可達6公分。

## 生態
本魚棲息於水草茂密的溪流中，會在水草上產卵，喜群游，屬肉食性，以蠕蟲、小型甲殼類為食，性情溫和。

## 經濟利用
為觀賞性魚類。